# 唐·特恩布尔
唐·特恩布尔（英語：Don Turnbull，1909年5月28日—1994年1月30日），澳大利亚男子网球运动员。他曾搭档阿德里安·奎斯特获得1936年和1937年澳大利亚网球公开赛男子双打冠军。